# Altafulla
Altafulla é um município da Espanha, na comarca do Tarragonès, província de Tarragona, comunidade autónoma da Catalunha. Tem 6,95 km² de área e em 2021 tinha 5 512 habitantes (densidade: 793,1 hab./km²). Limita com os municípios de Tarragona, La Nou de Gaià, La Riera de Gaià, La Pobla de Montornès, Torredembarra, e com o mar Mediterrâneo.